# Рухулла, Сидги
Сидги Рухулла́ (настоящее имя — Рухулла Фатулла оглы Аху́ндов) (азерб. Sidqi Ruhulla; 28 марта [9 апреля] 1886, Бузовна, Бакинская губерния — 5 мая 1959, Баку) — советский азербайджанский актёр, театральный режиссёр. Народный артист СССР (1949).

## Биография
Родился 28 марта (9 апреля) 1886 года в селе Бузовна (ныне — в черте Баку, Азербайджан).
На сцене с 1906 года. С 1908 года — в труппе Г. Араблинского (Баку). Учился актёрскому мастерству у основоположников национального театра Дж. Зейналова, Г. Араблинского, используя опыт русского театрального искусства.

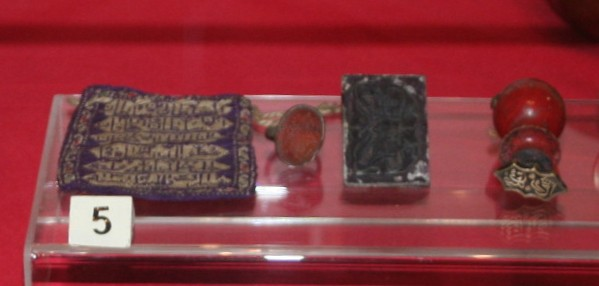
Личные вщи актёра. Музей истории Азербайджана, Баку

Готовил представления в Грузии, Средней Азии, Южном Азербайджане, на Северном Кавказе. В 1912—1916 работал в Гяндже, где осуществил постановку произведений У. Гаджибекова «Лейли и Меджнун» (1912), «Не та, так эта» (1913). В 1916 году в Ташкенте ставил оперы У. Гаджибекова «Лейли и Меджнун», «Асли и Керем», оперетту «Аршин мал алан», содействуя формированию узбекского музыкально-драматического театра.
С 1924 года — ведущий актёр Азербайджанского драматического театра им. М. Азизбекова.
Создал более 300 разнообразных характерных образов. Его творчество имело большое значение для развития национального драматического театра. Ставил спектакли, выступал также в операх, опереттах, снимался в кино.
Гастролировал в городах Ирана, Армении, Грузии, Туркмении, Узбекистана, Дагестана, Татарии. Выступал в Москве, Ленинграде, Харькове, Астрахани, Ростове-на-Дону и др.
Умер 5 мая 1959 года в Баку. Похоронен на Аллее почётного захоронения.

## Награды и звания
- Заслуженный артист Азербайджанской ССР (1931)
- Народный артист Азербайджанской ССР (1938)
- Народный артист СССР (1949)
- Сталинская премия второй степени (1948) — за исполнение роли Агаларова в спектакле «Утро Востока» Э. Г. Мамедханлы
- Орден Ленина (1956)
- Орден Трудового Красного Знамени (1949)
- Медаль «За оборону Кавказа»
- Медаль «За трудовую доблесть».

## Роли в театре

Мемориальная доска на стене дома в Баку, в котором жил Сидги Рухулла. Улица Ази Асланова, 52

- «Ага Мухаммед-шах Каджар» А. А. Ахвердиев — Ага Мухаммед-шах Каджар
- «Гаджи Кара» М. Ф. Ахундова — Гаджи Кара
- «Надир-Шах» Н. К. Н. Нариманова — Надир
- «Вагиф» С. Вургуна — Каджар
- «Утро Востока» Э. Г. Мамедханлы — Агаларов
- «Севиль» Д. К. Джаббарлы — Атакиши
- «Сиявуш» Г. Джавида — Рустам
- «Горе Фахреддина» Н. Ф. Везирова — Рустам-бек, Фахреддин
- «Хаят» М. Ибрагимова — Сулейман
- «Ревизор» Н. Н. Гоголя — Городничий
- «Разбойники» Ф. Шиллера — Франц
- «Король Лир» У. Шекспира — король Лир
- «Отелло» У. Шекспира — Отелло, Яго.

### Фильмография
- 1925 — «Во имя Бога» («Бисмиллах!»)
- 1928 — «Дочь Гиляна» — Хаджи Zəkidər
- 1929 — «Гаджи-Кара» — Алияр-бей
- 1930 — «Золотой куст»
- 1939 — «Крестьяне» — пристав
- 1947 — «Фатали-хан» — Рза-бей.